# Andrea Cattani
Andrea Cattani (Catanzaro, 24 agosto 1978) è un allenatore di pallacanestro ed ex cestista italiano.
Ha allenato le giovanili della Planet Basket Catanzaro, in Serie B. Ha giocato nella massima serie con la Viola Reggio Calabria.

## Carriera
Ha esordito in Serie A1 all'età di 16 anni nella Viola Reggio Calabria, giocando in totale 17 gare e segnando 20 punti, diventando miglior cadetto dell'anno.
Per alcuni anni ha giocato in Serie B1 e B2, tra Ragusa, Montegranaro e Cefalù, di cui è stato anche capitano, con cui ha conquistato una promozione in Serie B d'Eccellenza.
Nel 2001 esordisce in Serie A2 con Scafati, giocando però appena 15 gare (24 punti totali). Da quel momento tornerà nuovamente in B d'eccellenza, giocando per Siena, Pistoia, Catania e infine Catanzaro.
Nella stagione 2015-16 fa il suo esordio come capo allenatore della Planet Basket Catanzaro, che disputa il campionato di Serie B.
Nel 2022 si è candidato al consiglio comunale di Catanzaro.
Oltre all'attività sportiva, Cattani è anche imprenditore.

## Palmarès
- Promozione in Serie B1: 1
- :Basket Cefalù: 1999-2000.